# XX Волка
XX Волка (лат. XX Lupi) — одиночная переменная звезда в созвездии Волка на расстоянии (вычисленном из значения параллакса) приблизительно 6323 световых лет (около 1939 парсека) от Солнца. Видимая звёздная величина звезды — от +14,4m до +12,5m.

## Характеристики
XX Волка — красная переменная звезда спектрального класса M. Эффективная температура — около 3299 K.